# Mette Oxvang
Inger Mette Schwartzlose Oxvang (Hansen-) (født 2. december 1937 i København), er en tidligere dansk atlet (højdespringer).
Oxvang var medlem af Amager Idrætsforening. Hun deltog i højdespring ved OL 1960 i Rom hvor hun placerede sig på en 18. plads med et spring på 1,60 meter. Hun blev nordisk mester 1961 med 1,64 meter og vandt fire danske mesterskaber i perioden 1959-1965.
Oxvangs bedste resultat var 1,67 meter som hun sprang 1960, det var dansk rekord frem til 1966 hvor den da 16-årige Solveig Langkilde besejrede Oxvang på DM med et spring på 1,68 meter.

## Danske mesterskaber
- Sølv 1966 Højdespring 1,60 meter
- Guld 1965 Højdespring 1,55 meter
- Guld 1961 Højdespring 1,60 meter
- Guld 1960 Højdespring 1,60 meter
- Guld 1959 Højdespring 1,50 meter
- Guld 1956 Længdespring 5,10 meter